# Rômulo Marques Antonelli
Rômulo Marques Antonelli (25 februari 1982) is een Braziliaans voetballer die momenteel uitkomt voor Campeonato Cearense.

## Statistieken
| seizoen   | club                               | land      | competitie                    | wed | goals |
| --------- | ---------------------------------- | --------- | ----------------------------- | --- | ----- |
| 2002/03   | Botafogo FR                        | Brazilië  | Campeonato Brasileiro         | -   | -     |
| 2002/03   | Ituano FC                          | Brazilië  |                               | -   | -     |
| 2003/04   | → Comercial FC                     | Brazilië  |                               | -   | -     |
| 2004/05   | Ituano FC                          | Brazilië  |                               | 31  | 17    |
| 2005/06   | → FSV Mainz 05                     | Duitsland | Bundesliga                    | 8   | 0     |
| 2005/06   | → Grêmio Foot-Ball Porto Alegrense | Brazilië  | Campeonato Brasileiro         | 26  | 11    |
| 2006/07   | Cruzeiro EC                        | Brazilië  | Campeonato Brasileiro         | 2   | 2     |
| 2007/08   | → Beitar Jeruzalem                 | Israël    | Ligat Ha'Al                   | 31  | 12    |
| 2008/09   | → RC Strasbourg                    | Frankrijk | Ligue 2                       | 1   | 0     |
| 2008/09   | → Coritiba FC                      | Brazilië  | Campeonato Brasileiro Série B | 5   | 1     |
| 2009/10   | Atlas Guadalajara                  | Mexico    | Primera División de México    | 3   | 0     |
| 2009/10   | → Guarani FC                       | Brazilië  | Campeonato Brasileiro Série B | 8   | 1     |
| 2010/11   | Grêmio Prudente Futebol            | Brazilië  | Campeonato Brasileiro Série A | 6   | 2     |
| 2010/11   | Brasiliense FC                     | Brazilië  | Campeonato Brasileiro Série B | -   | -     |
| 2011/2012 | KVC Westerlo                       | België    | Jupiler Pro League            | 0   | 0     |
| 2011/2012 | Ironi Nir Ramat HaSharon           | Israël    | Ligat Ha'Al                   | 27  | 0     |
| 2011/2012 | Fortaleza Esporte Clube            | Brazilië  | Campeonato Cearense           | 4   | 0     |
|           |                                    |           | Totaal                        | 125 | 46    |

Laatst bijgewerkt 23-05-2012
Bron: sport.be - sporza.be